# Первая любовь (фильм, 1995)
«Первая любовь» — художественный фильм 1994 года режиссёра Романа Балаяна по одноимённой повести И. С. Тургенева.

## Сюжет
История о первом, робком, но сильном юношеском романтическом чувстве влюблённости.

## В ролях
- Андрей Ищенко — Вольдемар
- Анна Михалкова — Зинаида Александровна Засекина
- Олег Янковский — Пётр Васильевич, отец Вольдемара
- Марина Неёлова — Марья Николаевна, мать Вольдемара
- Ирина Муравьёва — княгиня Засекина, мать Зинаиды
- Александр Абдулов — Беловзоров
- Павел Белозёров — поэт Майданов
- Андрей Дубовский — граф Малевский
- Георгий Мартиросян — слуга в доме Петра Васильевича и Марьи Николаевны
- Николай Дроздовский — доктор Лушин
- Любовь Руднева — прислуга в доме Засекиных

Текст за кадром читает Алексей Баталов.

## Фестивали и награды
- фильм номинировался на Гран-при «Кинотавра» (1995)
- лауреат кинопремии «Золотой овен» (1996) в категории «Лучшая режиссёрская работа» (Роман Балаян)
- лауреат кинопремии «Ника» (1996) в категории «Лучшая операторская работа» (Павел Лебешев)

## Рецензии
- Оксана Мусiенко — Чари лiтньго дня // Культура і життя, № 22 (3687), 7 черв. 1995. — стр. 3